# Uncial 051
Uncial 051 (numeração de Gregory-Aland), é um manuscrito uncial grego do Novo Testamento. A paleografia data o codex para o século 10.
Contém 92 folhas (23 x 18 cm) dos Apocalipse, com várias lacunas, e foi escrito com uno coluna por página, contendo 22 linhas cada.
Actualmente acha-se no Monastério de Pantokratoros, (44) in Atos.

## Literatura
- C. R. Gregory, Textkritik des Neuen Testamentes III (Leipzig 1909), pp. 1042-1046.
- Herman C. Hoskier, Concerning The Text of The Apocalypse (London 1929), pp. 2-4.